# Furii
Légende :
♦Patricien, ♦Plébéien, ♦Consulaire, ♦Sénatorial, ♦Équestre
Gens et Liste des gentes romaines
Les Furii sont les membres de la gens romaine patricienne Furia. Ils occupent de hautes magistratures tout au long de la République. Les principaux cognomina qu'ils portent sont Camillus, Fusus, Medullinus, Pacilus et Philus.

## Origines
La gens Furia est l'une des plus anciennes et des plus nobles familles patriciennes de Rome. Ses membres atteignent régulièrement les plus hautes fonctions de l'État pendant toute la période de la République romaine. Elle est originaire de Tusculum comme l'indiquent de nombreuses inscriptions sépulcrales.
Selon Tite-Live, Fusius pourrait être une forme archaïque du nomen Furius. Les linguistes qualifient cette évolution du « s » latin en « r » quand il est placé entre deux voyelles de rhotacisme.

## Membres sous la République

### Furii patriciens

#### Branches desFurii Medullini et Camilli
- (Furius), (v.-555 - ?);
  - ? Sextus Furius Medullinus, (v.-530 - ap.-488), consul en 488 av. J.-C.[1]
  - Spurius Furius Fusus, (v.-530 - ap.-478), consul en 481 av. J.-C.
    - ? Lucius Furius Medullinus, (v.-510 - ap.-474), peut-être fils du précédent, consul en 474 av. J.-C.
    - ? Publius Furius Medullinus Fusus, (v.-505 - -464), consul en 472 av. J.-C.
    - Spurius Furius Medullinus Fusius, (v.-505 - ap.-453), consul en 464 av. J.-C.
      - Lucius Furius Medullinus, (v.-475 - ap.-420), tribun consulaire en 432, 425 et 420 av. J.-C.
        - Lucius Furius Medullinus, (v.-455 - ap.-391), consul en 413 et 409 av. J.-C. et tribun consulaire en 407, 405, 398, 397, 395, 394 et 391 av. J.-C.
          - Spurius Furius, (v.-420 - ap.-378), tribun consulaire en 378 av. J.-C.

        - Marcus Furius Camillus, (v.-447 - -365), tribun consulaire en 403, 401, 398, 394, 386, 384 et 381 av. J.-C. et dictateur en 396, 390, 389, 368 et 367 av. J.-C.
          - Spurius Furius Camillus, (v.-410 - ap.-366), préteur en 366 av. J.-C.[a 2];
            - Lucius Furius Camillus, (v.-385 - ap.-325), consul en 338 et 325 av. J.-C.
              - Lucius Furius, (v.-358 - ap.-318), préteur en -318;
                - Voir les Furii Phili;

          - Lucius Furius Camillus (ru), (v.-405 - ap.-345), dictateur en 350 et 345 av. J.-C. et consul en 349 av. J.-C.

        - Spurius Furius Medullinus, (v.-445 - ap.-400), tribun consulaire en 400 av. J.-C.
          - Lucius Furius Medullinus, (v.-420 - ap.-363), tribun consulaire en 381 et 370 av. J.-C. et censeur en 363 av. J.-C.[a 3];

#### Branches desFurii Fusi et Pacili
- Agrippa Furius Fusus, (v.-485 - ap.-446), consul en 446 av. J.-C.
  - ? Sextus Furius, (v.-455 - ?);
    - Agrippa Furius Fusus, (v.-430 - ap.-391), tribun consulaire en 391 av. J.-C.
- (Furius Pacilus Fusus), (v.-510 - ?);
  - Caius Furius Pacilus Fusus, (v.-485 - ap.-426), consul en 441, censeur en 435 et tribun consulaire en 426 av. J.-C.
    - Caius Furius Pacilus, (v.-455 - ap.-412), consul en 412 av. J.-C.
      - ? (Furius Pacilus), (v.-415 - ?);
        - ? (Furius Pacilus), (v.-385 - ?);
          - Caius Furius Pacilus, (v.-350 - ?);
            - Caius Furius Pacilus, (v.-320 - ?);
              - Caius Furius Pacilus, (v.-290 - ap.-251), consul en 251 av. J.-C.

  - Quintus Furius Pacilus Fusus, (v.-480 - ap.-449), peut-être pontifex maximus en 449 av. J.-C.[a 4];

#### Furii Phili
- Lucius Furius, (v.-358 - ap.-318), préteur en -318, voir plus haut les Furii Camilli;
  - ? Marcus Furius, (v.-320 - ?);
    - Spurius Furius, (v.-290 - ?);
      - Spurius Furius, (v.-265 - ?);
        - Lucius Furius Purpureo (en), (v.-240 - ap.-183), consul en 196 av. J.-C.;
          - Furius Purpurio, (v.-210 - ap.-179/70), magistrat monétaire;
            - ? Furius Purpurio, (v.-190 - ap.-169/58), magistrat monétaire;

      - Publius Furius Philus, (v.-265 - -214), consul en 223 av. J.-C. et censeur en 214 av. J.-C.;
        - Publius Furius Philus, (v.-240 - ap.-216)[a 5];
          - Publius Furius Philo, (v.-210 - ap.-171), préteur en -174;
          - Lucius Furius Philus, (v.-205 - -170), préteur en -171;
            - Lucius Furius Philus, (v.-180 - ap.-136), consul en 136 av. J.-C.;
              - Marcus Furius Philus, (v.-150 - ap.-119), magistrat monétaire en -119;

#### Furii Bibaculi
- Furius Bibaculus, (v.-285 - ap.-216/19), Magister Saliorum[a 6];
  - Lucius Furius Bibaculus, (v.-260 - ap.-219), préteur avant -219;
    - ? Lucius Furius Bibaculus, (v.-240 - -216), questeur en -216[a 7];
    - ? (Furius Bibaculus), (v.-230 - ?);
      - ? (Furius Bibaculus), (v.-200 - ?);
        - ? (Furius Bibaculus), (v.-170 - ?);
          - ? (Furius Bibaculus), (v.-140 - ?);
            - ? (Furius Bibaculus), (v.-115 - ?);
              - Marcus Furius Bibaculus, (v.-90 - v.-13), poète;

#### Furrii Crassipes
- Marcus Furius Crassipes, (v.-230 - ap.-173), préteur en -187 et en -173[a 8];
  - ? Lucius Furius Crassipes, (v.-195 - ?);
    - Lucius Furius Crassipes, (v.-170 - ?), préteur;
      - ? (Furius Crassipes), (v.-140 - ?);
        - Publius Furius Crassipes, (v.-115 - ap.-82), édile curule;
          - ? Publius Furius (Crassipes?), (v.-90 - ?);
            - Publius Furius (Crassipes?), (v.-60 - ?);
              - Marcus Furius Camillus, (v.-25 - 27), consul en 8;
                - Livia Medullina, (v.-5 - 8), fiancé à Tiberius Claudius Drusus;
                - Lucius Arruntius Camillus Scribonianus, (v.-2 - 42), consul en 32, usurpateur en 42, fils adoptif de Lucius Arruntius;
                  - Lucius Arruntius Furius Scribonianus, (v.25 - 52), augur[a 9];
                  - Arruntia Camilla, (v.25 - ?);

          - Furius Crassipes, (v.-85 - ?), questeur avant -50;
          - Furius Crassipes, (v.-80 - ap.-48), questeur, gendre de Cicéron;

### Furii plébéiens
- Lucius Furius, Tribun de la plèbe en 308 av. J.-C.[a 10],[2]
- Caius Furius Aculeo, questeur de Lucius Scipio en 190 av. J.-C.[a 11]
- Marcus Furius Luscus, édile plébéiens en 187 av. J.-C.
- Publius Furius, fils d'un affranchie, Tribun de la plèbe en 99 av. J.-C.
- Furius Antias, poète, ami de Cicéron.
- Numerius Furius, chevalier romain, amie de Lucius Licinius Crassus[a 12].

## Sous le Principat

### Furii Saturnini
- Furius Saturninus, (v.-30 - ap.5), déclamateur;
  - ? (Furius Saturninus), (v.1 - ?);
    - ? (Furius Saturninus), (v.35 - ?);
      - ? (Furius Saturninus), (v.70 - ?);
        - ? (Furius Saturninus), (v.95 - ?);
          - Publius Furius Saturninus, (v.120 - ap.162), consul suffect;

### Furii Victorini
- Lucius (Furius Victorinus), (v.85 - ?);
  - Titus Furius Victorinus, (v.110 - 168), Préfet d'Egypte en 159/160, Préfet du prétoire en 161[b 1];

### Furii Sabinii
- Caius Furius Sabinius Aquila Timesitheus, (v.190 - 243), Préfet du prétoire en 241[b 2];
  - Furia Sabina Tranquillina, (v.226 - ap.244), épouse de Gordien III;

### Furii deMoesie
- Lucius Furius, (v.140 - ?);
  - Furia Caecilia, (v.160 - ?), épouse un (Octavius?)[b 3];
    - Publius Fu(rius) Pontianus, (v.180 - ap.217/8), consul suffect vers 215;
    - Caius Furius Octavianus Amphilochius, (v.185 - ap.223), consul suffect vers 217[b 4],[b 5];
      - ? (Furius Octavianus), (v.215 - ?);
        - ? (Furius Octavianus), (v.245 - ?);
          - Furius Octavianus, (v.280 - ap.307/12), curator aedium sacrarum[b 6];

### Autres
- Furius Festus, tribun de la VII Cohorte prétorienne en 202/3[b 7].
- Caius Furius Claudius Togius Quintilius, corrector d'Apulée et de Calabre[b 8].